# Coluber messanai
Coluber messanai este o specie de șerpi din genul Coluber, familia Colubridae, descrisă de Beat Schätti și Lanza 1989. Conform Catalogue of Life specia Coluber messanai nu are subspecii cunoscute.